# Baronville
Baronville település Franciaországban, Moselle megyében. Lakosainak száma 369 fő (2022. január 1.). Baronville Achain, Destry, Harprich, Landroff és Morhange községekkel határos.

## Népesség
A település népességének változása:
| Lakosok száma | 320  | 372  | 361  | 362  | 398  | 372  | 364  | 368  | 370  | 369  |
|               | 1968 | 1982 | 1990 | 2006 | 2013 | 2015 | 2017 | 2019 | 2020 | 2022 |